# Reffannes
Reffannes – miejscowość i gmina we Francji, w regionie Nowa Akwitania, w departamencie Deux-Sèvres.
Według danych na rok 1990 gminę zamieszkiwało 325 osób, a gęstość zaludnienia wynosiła 38 osób/km² (wśród 1467 gmin regionu Poitou-Charentes Reffannes plasuje się na 693. miejscu pod względem liczby ludności, natomiast pod względem powierzchni na miejscu 910.).